# Riesame
Il riesame è un mezzo di impugnazione previsto dal codice di procedura penale italiano (artt. 309-310) esperibile avverso le misure cautelari personali coercitive (ma non interdittive) e reali. Lo scopo è quello di presentare reclamo avverso l'esecuzione di una misura cautelare, ritenuta ingiusta dall'imputato.

## Disciplina generale
Al riesame può accedere esclusivamente l'imputato personalmente o a mezzo di difensore: si tratta di una scelta logicamente comprensibile, poiché è l'unica parte che può avere interesse a dolersi dell'ordinanza che applica la misura cautelare. Inoltre, è possibile accedervi solo contro ordinanze che applicano per la prima volta una misura coercitiva. L'istanza di riesame può essere presentata:
- Dall'imputato nel termine di 10 giorni dalla notifica dell'ordinanza che dispone la misura o dalla sua esecuzione;
- Dal difensore dell'imputato entro 10 giorni dalla notificazione dell'avviso di deposito dell'ordinanza che dispone la misura.

La richiesta perviene alla cancelleria dell'organo competente, ovvero il Tribunale del riesame. Si tratta del tribunale collegiale del luogo in cui ha sede il distretto di Corte d'appello nella cui circoscrizione è compreso l'ufficio del giudice che ha emesso l'ordinanza. Mentre questa è la regola per le misure cautelari personali (ad esempio la custodia cautelare in carcere), per le misure cautelari reali (sequestro di beni) agisce il Tribunale territorialmente competente in base alla Procura della Repubblica che ha emesso il provvedimento di sequestro. La decisione di ricorrere a un simile iter lascia intendere il timore del legislatore che, qualora l'amministrazione della giustizia penale fosse rimasta in capo alle piccole sedi giudiziarie capoluogo di provincia, esse sarebbero state paralizzate, poiché nella maggior parte dei casi non dispongono di personale sufficiente a garantire l'operatività, in veste separata, del riesame, delle indagini preliminari e dell'udienza preliminare. Il giudice del riesame è il tribunale individuato ex art. 390 cpp, anche quando la misura cautelare sia stata emessa dopo la fine delle indagini preliminari. Per la presentazione della richiesta, è possibile anche tramite telegramma o raccomandata.
La presentazione dei motivi è solo eventuale, poiché il riesame è un mezzo d'impugnazione totalmente devolutivo: ciò significa che il giudice non è vincolato a quanto precedentemente statuito. I motivi comunque, se proposti, possono essere presentati sia contestualmente alla richiesta sia successivamente, prima dell'apertura della discussione: in questo caso possono essere anche nuovi rispetto a quelli già presentati.
Gli atti relativi al procedimento devono essere trasmessi, a cura del presidente, dall'autorità giudiziaria procedente al tribunale entro 5 giorni, il quale decide entro 10 giorni dalla ricezione degli atti. Si tratta di termini perentori: qualora non siano rispettati, la misura cautelare disposta perde efficacia e non potrà più essere rinnovata. La decisione è presa in camera di consiglio.
Il DDL n. 1232 del 2 aprile 2014 stabilisce che l'imputato, già nella richiesta di riesame, può chiedere di comparire personalmente all'udienza e, in tal caso, ne ha diritto. Inoltre, viene limitata la possibilità del tribunale della libertà di integrare la motivazione mancante nell'ordinanza applicativa. Viene introdotto un termine per il deposito dell'ordinanza pari a trenta giorni, salvo i casi in cui la stesura della motivazione sia particolarmente complessa per il numero degli arrestati o la gravità delle imputazioni; in queste ipotesi, il giudice può disporre, per il deposito, di un termine più lungo comunque non eccedente il quarantacinquesimo giorno da quello della decisione.
Il provvedimento sulla misura è immediatamente efficace. Il giudice può decidere di:
- Dichiarare l'inammissibilità della richiesta, poiché proposta oltre il termine dei 10 giorni previsto dalla legge;
- Annullare l'ordinanza che disponeva la custodia cautelare, poiché ritiene non sussistenti i motivi che la giustificano o per vizi di merito;
- Riformare la misura, ma solo in melius, cioè a favore dell'imputato;
- Confermare la misura anche per ragioni diverse da quelle indicate nell'ordinanza originale.

Non si deve credere che l'appello e il riesame siano due rimedi che vanno a sovrapporsi generando ambiguità: infatti, con l'appello si possono impugnare le ordinanze che non possono essere sottoposte a riesame. In questo modo c'è la possibilità di rimettere in discussione le misure cautelari, attraverso il semplice riesame dell'ordinanza che l'ha disposta o la sua devoluzione nei limiti dei motivi indicati nell'atto di appello. Le decisioni della procedura di riesame e dell'appello sono ricorribili in cassazione.